# Вуоснайоки
Вуоснайоки — река в России, на границе Республики Карелия (Лоухский район) и Мурманской области (Кандалакшский район).
Длина реки составляет 66 км, площадь водосборного бассейна — 661 км².

## Описание
Берёт начало из озера Вуоснаярви под горой Вуоснатунтури в Кандалакшском районе Мурманской области на высоте 307 м над уровнем моря. Протекает в безлюдной местности вблизи российско-финской границы. Проходит через озёра Хосиярви, Куйваярви, Юлим-Ноуккаярви, Алим-Ноуккаярви, Кясиярви, Тутиярви, Аухтиярви, Нилуттиярви, Юрхямяярви и Яварруярви. Крупнейшие притоки Хосийоки и Ноуккайоки. Впадает в озеро Ниваярви (бассейн Кутсайоки) на высоте 199 м над уровнем моря. Протекает по лесной (преимущественно ель, берёза), местами заболоченной местности. Питание в основном снеговое. Уровень воды в реке сильно зависит от времени года и меняется на несколько метров. На некоторых участках порожиста. Ближайшие к реке населённые пункты: село Алакуртти, посёлок Вуориярви (нежилой). Река протекает в заказнике «Кутса»(для посещения номинально требуется пропуск) и на территории погранзоны (для посещения последней требуется пропуск, который необходимо заранее заказывать в селе Алакуртти).
Также в Вуоснайоки впадают малые притоки, несущие воды озёр: Или-Нятяярви, Ала-Нятяярви, Караярви, Терваярви и Куопсуярви

## Данные водного реестра
По данным государственного водного реестра России относится к Баренцево-Беломорскому бассейновому округу, водохозяйственный участок реки — Ковда от Кумского гидроузла до Иовского гидроузла. Речной бассейн реки — бассейны рек Кольского полуострова и Карелии.
Код объекта в государственном водном реестре — 02020000512102000001112.

## Карельский Башкаус
Последние 5 км реки (от озера Юрхямяярви до устья) известны в туристической топонимике как Карельский Башкаус или Красненькая. Ширина этого участка — от 7 до 25 м. Уклон Карельского Башкауса — около 10 м/км (один из крупнейших для рек российского севера). На участке Карельский Башкаус имеется множество порогов и шивер. Река по большей части протекает в каменных каньонах и является популярным местом посещения для туристов-водников. Сплав по ней обычно связывают с дальнейшим прохождением рек Кутсайоки и Тумчи. Обычно маршрут Карельского Башкауса проходят за ½-3 дня в зависимости от подготовки и типов сплавных судов. Началом сплава (и началом Карельского Башкауса) является полуразрушенный мост возле озера Юрхямяярви, известным под именем «Чертов мост».

### Список основных препятствий Карельского Башкауса
- Каньон Короткий — 4 к. т. (категория трудности)
- Порог Каменистый — 3 к. т.
- Порог Островной — 3 к. т.
- Порог Прыжок — 3 к. т.
- Порог Щёчки — 3 к. т.
- Порог Кавказский — 5 к. т.
- Порог Горка — 4 к. т.[3]

## Топографические карты
- Лист карты Q-35-47,48. Масштаб: 1 : 100 000.
- Лист карты Q-35-59,60 Хаутави. Масштаб: 1 : 100 000. Указать дату выпуска/состояния местности.